# Национални парк Башкирија
Национални парк Башкирија (рус. Национальный парк Башкирия) је један од националних паркова Русије, који се налази у Башкортостану, у непосредној близини града Мелеуза.
Парк покрива велику шуму на јужном делу планине Урал и игра важну улогу у екологији регије, јер се налази између индустријализованих равница на западу, и планинског и слабо насељеног Шуган-таш резервата природе, као и између Алтин-сокол, еномолошког резервата на истоку и северу.
Парк се налази између реке Нугуш и између јужног дела реке Белаје. Простире се преко Мелезовски, Кугарчински и Бурзански рејона у Башкортостану.

## Топографија
Парк се простире преко равничарских поља на западу, до крашких предела средње висине на истоку. Северна граница парка је река Нугуш, која тече кроз дубоке шумовите долине са кречњачким формацијама на падинама. У оквиру парка налази се и вештачко језеро Нугуш, које представља популарну дестинацију за мештане околних насеља, током лета. Индустријски град Мелеуз налази се на 42 км западно од парка.
Јужна граница је река Белаја која се савија око јужног краја планине Урал. Око 92% парка је под шумом, а централном делу парка је изузетно тешко приступити због густог растиња међу којим своје уточиште има велики број животиња.
У оквиру националног парка налази се велики број пећина, гротова и подземних река. Камене обале река Нугуш и Белаје достижу висину од 150 метара. У парку се налази крашка формација Кулерлија, која представља остатак бивше реке.
По попису, у парку постоји 30 пећина, а највећа је пећина Шумган, која је уједно и највећа пећина планине Урал, дугачка 10 км, а налази се на дубини од 126 метара.

## Клима и екорегион
У парку преовлађује умерено континентална клима са великим сезонским температурним разликама, лета су топла, а зиме хладне и оштре. Падавине су обично подједнако распоређене током године.

## Биљни и животињски свет
Због положаја шуме на екстремним крајевима различитих екорегија (Европа / Азија; север и југ), многе резидентне врсте су на екстремним крајњим границама регије. Заштићена подручја парка пружају станиште за више од 60 врста сисара. У парку су пописани браон медведи, вук, вапити, рис и дабар.
Постоји 11 забележених врста водоземаца, 30 врста риба и 150 врста птица, укључујући ретког орла крсташа и белорепана. Међу врстама риба у водама Нугуша и Белаја настањени су ретки тајмени.
Парк има висок ниво биодиверзитета јер се налази на месту сусрета неколико биогеографских регија : четинарских шума (тајги), листопадних шума и степи. Преко 90% парка је пошумљено, и у њему се налази велики број биљних врста. Борови и ариши помешани су листопадним дрвећем (липом, храстом, брестом и јавором), као и лишћарима (брезом и тополом).
У парку је забележено преко 800 врста цветних биљака, од којих је 117 регистровано као ретко или рањиво.

## Историја
Подручје Башкортостан насељава се већ неколико хиљада година. Пећинске слике на стенама, палеолитске културе пронађне у резервату Шулган-таш и датирају од пре 13.000-14.000 година. Полуномадски народ Башкири сматрају себе наследницима те културе и народа који су живели на овом простору.
У 20. веку, регија Башкортостан, између Волге и Урала постала је највећа индустријска република у Русији. Ипак и поред индустријских зона, простор Националног парка Башкирија је остао сачуван.
Данас је парк једна од омиљених дестинација околних мештана током летњег периода, нарочито на пољу истраживања, планинарења и сплаварења. У близини парка постоје туристички објекти, као и у оближњем граду Мелеузу.